# Reprise Records
Reprise Records is een Amerikaans platenlabel van de Warner Music Group. Het label is in 1960 opgericht door Frank Sinatra, die vond dat hij bij zijn oude label Capitol Records, te weinig artistiek vrijheid had. In 1963 verkocht hij het label aan Warner Bros., maar het label bleef zijn identiteit behouden. 

## Het begin
Frank Sinatra stond onder contract bij Capitol Records, waar hij in de 50-jaren, mede dankzij Alan Livingston, grote successen boekte. Sinatra wilde echter meer artistieke vrijheid, wat hem in conflict bracht met Alan Livingston, dat leidde tot een 6 maanden durende vete.
Sinatra deed eerst een poging om het kwijnende jazz-label Verve Records over te nemen, maar toen dat mislukte besloot hij in 1960 zijn eigen label Reprise Records op te richten. Hij legt de leiding in handen van Mo Ostin, die hij kende van het Verve-label.
De naam Reprise koos hij met de gedachte dat zijn albums steeds opnieuw gedraaid zouden worden.

## 1960-1963
Aangezien Sinatra zelf nog contractuele verplichtingen bij Capitol had, werden er eerst albums van anderen, onder anderen Rat Pack-trawant Sammy Davis jr. en Dean Martin op het Reprise-label uitgebracht, in ieder geval alleen artiesten die persoonlijk bij Sinatra in de smaak vielen en dat was zeker geen Rock-'n-roll.
Sinatra zelf had in mei 1961 een hit-album met Ring-A-Ding-Ding!, dat een 4e plaats in de album top 100 bereikte, in datzelfde jaar gevolg door  Swing Along with Me (piek op nr. 6) en I Remember Tommy(piek op nr. 3).
Ook in de volgende jaren had Sinatra succesvolle albums met grote orkesten en een gezamenlijk album met Count Basie.
De albums van Sinatra droegen als label niet de afbeelding met de stoomboot, maar een portret van Sinatra zelf. 
Sinatra zou tot in 1988 voor Reprise blijven opnemen.

## De Warner Bros.-jaren (1963-1976)
Ondanks de successen draaide het label met verlies. Capitol overspoelde de markt met oude Sinatra-opnames, waardoor Reprise korting moest geven op de nieuwe opnames, en aangezien Reprise geen eigen opname-studio had, waren de overheadkosten aanzienlijk. Sinatra verkocht in de zomer van 1963 de rechten aan Warner bros. , maar hield 1/3 belang in de combinatie Warner Bros./Reprise. Van oudere artiesten werd het contract niet verlengd, en hoewel er nog veel albums van Dean Martin, Sammy Davis jr. c.s. verschenen, werd de focus verlegd naar jongere artiesten, in eerste instantie via de distributie-rechten van het label Pye Records, dat onder meer de Kinks en Sandie Shaw onder contract had.
Mo Ostin bleef aan als hoofd van het label, en zou een leidende rol blijven spelen in de Warner groep en zijn labels. Evenals Ostin bleef Sinatra's dochter Nancy verbonden aan het label, zij zou in 1965 uitgroeien tot een pop-ster.
Ostin verwierf de Amerikaanse rechten van het Engelse label Track Records, dat The Who en Jimi Hendrix onder contract had. Hij bezorgde Reprise het artiesten-vriendelijk imago. Eind 60-er jaren werden pop-albums van onder anderen The Electric Prunes, Arlo Guthrie en Randy Newman uitgebracht.
In 1969 kwam het debuutalbum van Neil Young uit, het album verkocht slecht en haalde de hitlijsten niet, in hetzelfde jaar behaalde zijn Everybody Knows This Is Nowhere (met de Crazy Horse) een 34e plaats in de album top 100.
In 1970 en 1972 zouden zijn grootste successen volgen met After the gold rush (nr. 1 in Nederland, nr. 8 in de VS) en Harvest (nr 1 in Nederland, de VS en het VK).
Andere bekende artiesten met hun albums op het Reprise-label uit de 70-er jaren zijn:
- Norman Greenbaum - Spirit in the Sky
- Fleetwood Mac - Then burn on - Kiln House - Future Games - Bare Trees - Penguin - Fleetwood Mac
- Randy Newman - 12 songs - Sail away - Good Old Boys
- Joni Mitchell - Ladies of the canyon - Blue
- Kenny Rogers - Something's Burning - Tell It All Brother - Fools - The Ballad of Calico - Aqualung
- Jethro Tull - Benefit - Thick as a Brick
- Ry Cooder - Ry Cooder - Into the Purple Valley - Boomer's Story - Paradise and Lunch
- Captain Beefheart - Lick My Decals Off, Baby
- Pentangle -  Cruel Sister - Reflection
- T.Rex - T.Rex -  Electric Warrior - The Slider - Tankx
- Tom Paxton - Tom Paxton - Peace Will Come - New Songs for Old Friends
- Goldie Hawn - Goldie
- John Cale - Academy in Peril
- Richard Thomson -  Henry the Human Fly
- Gram Parsons - GP
- Allen Toussaint - Southern Nights
- Bachman-Turner Overdrive - Bachman-Turner Overdrive as Brave Belt

## 1976 De-activering Reprise
In 1976 werden alle activiteiten van het Reprise-label overgezet naar het moederlabel met uitzondering van die van Frank Sinatra en Neil Young, Sinatra omdat hij zijn opnames op Reprise als persoonlijk eigendom beschouwde, Neil Young op diens uitdrukkelijk verzoek.  

## 1987 Re-activering
In de zomer van 1987 maakten Warner Bros.Records-voorzitter Mo Ostin en labelpresident Lenny Waronker officieel de reactivering van Reprise bekend, inclusief een eigen promotieafdeling, en voormalig Warner Bros. Vice President of Promotion Rich Fitzgerald als label Vice-President. Sindsdien heeft Warner Bros. de status van Reprise vaak verheven tot de rang van secundair moederlabel voor dochterondernemingen (zoals Straight en Kinetic) die hun platen hebben uitgebracht in samenwerking met Reprise.
Sinds 2017 is het de thuisbasis van artiesten als Enya, Michael Bublé, Eric Clapton, Green Day, Stevie Nicks, Neil Young, Deftones, Josh Groban, Disturbed, Idina Menzel, Tom Petty and the Heartbreakers, Gerard Way en Never Shout Never.
De door Rhino Records geremasterde albums van de Bee Gees zijn onder het Reprise label uitgegeven.

## Sublabels en gelieerde labels
- Bizarre records, een label opgericht door Frank Zappa en zijn manager Herb Cohen, muziek van Frank Zappa en The Mothers of Invention, gedistrubueerd door Reprise van 1969 tot 1971.
- Straight records, een zusterlabel van Bizarre, voor artiesten, die anti-drugs waren.
- Elementree records.
- Kinetic records.
- Morpheus records.
- Meerdere archieflabels (o.a. voor Neil Young) en speciale series.
- Bearsville, met Todd Rundgren, waarvoor de distributie verzorgd werd.
- Brother records met de Beach Boys, eveneens een distributie-overeenkomst.